# اچ‌ام‌اس هاوک (۱۷۹۴)
اچ‌ام‌اس هاوک (۱۷۹۴) (به انگلیسی: HMS Hawke (1794)) یک کشتی بود که طول آن ۶۶ فوت ۱۰ اینچ (۲۰٫۳۷ متر) بود. این کشتی در سال ۱۷۹۴ ساخته شد.